# آي باد ميني 1
آيباد ميني الجيل الأول (بالإنجليزية: iPad mini)‏ المعروف باسم (بالإنجليزية: iPad Mini 1)‏ هو حاسوب لوحي صغير صُمم وطور وسوقته شركة أبل، أُعلن عنه في 23 أكتوبر 2012، وهو المنتج الرئيسي الرابع من سلسلة أجهزة آي باد، والأول من آي باد ميني، والذي يتميز بحجم شاشة صغير يبلغ 7.9 بوصة (20 سـم)، على عكس الحجم القياسي 9.7 بوصة (25 سـم)، ويتميز بمواصفات داخلية مماثلة لجهاز آي باد 2.

## روابط خارجية
- – الموقع الرسمي